# Ben Gorm
Il Ben Gorm (in gaelico irlandese An Bhinn Ghorm che significa La vetta blu)è un monte irlandese situato nella zona meridionale del Mayo. La vetta si trova ad una quota di 700 m s.l.m..
La montagna sorge in una posizione invidiabile dal punto di vista panoramico: dalla sua vetta si possono ammirare il Mweelrea, il Killary Harbour, il Barrclashcame e Doo Lough.
Il sentiero principale parte nel parcheggio vicino alla N59 in prossimità della punta orientale del Killary Harbour. Dal Ben Gorm è possibile proseguire in cresta per raggiungere la vicina cima di Ben Creggan.